# Stupnik
 Stupnik  község Horvátországban Zágráb megyében. Közigazgatásilag három falu, Donji Stupnik, Gornji Stupnik és Stupnički Obrež tartozik hozzá.

## Fekvése
Zágráb központjától 12 km-re délnyugatra, az A1-es autópálya és a Zágráb-Károlyváros vasútvonal mellett, mintegy tíz méterrel a Száva völgye felett fekszik.

## Története
A római korban itt vezetett át az Emonából Sisciába vezető kereskedelmi út, mely a birodalom bukása után a középkorban is sokáig fennmaradt. A Horvát Királyság idején ez a terület a Kulpa és a Száva közötti területekkel együtt Oklics várának fennhatósága alá tartozott. A 14. század elején az oklicsi várispánság területét Zágráb vármegyébe olvasztották. A 13. – 14. században Stupnik lakói valószínűleg szabad parasztok voltak. Történetében szerepet játszottak a Cilleiek, akik Szomszédvár és Kerestinec urai voltak. 1437-ből maradt fenn az a Stupnik kastélyában kelt okirat, mely szerint Albeni János zágrábi püspök itteni birtokát a Cilleieknek adja. 1472-ben Frangepán-Henning Dóra stupniki birtokát a zágrábi domonkosoknak adományozta. A 16. század elején Stupnik a szomszédvári uradalom része lett. 1564-ben Tahy Ferenc pozsegai főispán és királyi főlovászmester az uradalommat együtt erővel ragadta el. 1573-ban a felkelt parasztok egy része innen származott, ezért a nemesi sereg bosszúból számos házát felgyújtotta és lerombolta. A parasztsereg vezérei közül a stupniki Franjo Katrić név szerint is ismert. A 16. század végén több birtokosa is volt, majd a  17. század elején újra az oklicsi uradalom része lett. 1615-től az Erdődy család birtoka volt. 1695-ben épült fel a Szent Benedek kápolna. 1772-ben a kerestineci uradalom és az Erdődyek támogatásával építették fel Nepomuki Szent János tiszteletére szentelt templomukat. Trianon előtt Zágráb vármegye Szamobori járásához tartozott. Stupnik községet 1995-ben alapították, 1996 februárjában  választották le a főváros területéről. A községnek  2011-ben 3714 lakosa volt.

## Nevezetességei
- Nepomuki Szent János tiszteletére szentelt plébániatemploma 1772-ben épült. (Nem a község területén, hanem az Új-Zágráb nyugati részén fekvő Lučko városrészen áll.)
- Szent Benedek tiszteletére szentelt templomát 1695-ben építették.

## Külső hivatkozások
- Stupnik község hivatalos oldala
- A község információs portálja
- A plébánia honlapja
- A helyi tűzoltóegylet honlapja[halott link]